# Paweł Juraszek
Paweł Juraszek (Tel Aviv, Israel, 8 de octubre de 1994) es un deportista polaco que compite en natación, especialista en el estilo libre.
Ganó cuatro medallas en el Campeonato Europeo de Natación en Piscina Corta entre los años 2017 y 2021.

## Palmarés internacional
| Campeonato Europeo en Piscina Corta | Campeonato Europeo en Piscina Corta | Campeonato Europeo en Piscina Corta | Campeonato Europeo en Piscina Corta |
| Año                                 | Lugar                               | Medalla                             | Prueba                              |
| ----------------------------------- | ----------------------------------- | ----------------------------------- | ----------------------------------- |
| 2017                                | Copenhague (Dinamarca)              | Medalla de bronce                   | 4 × 50 m libre                      |
| 2019                                | Glasgow (Reino Unido)               | Medalla de plata                    | 4 × 50 m libre                      |
| 2021                                | Kazán (Rusia)                       | Medalla de bronce                   | 50 m libre                          |
| 2021                                | Kazán (Rusia)                       | Medalla de bronce                   | 4 × 50 m libre mixto                |